# アトムの童
『アトムの童』（アトムのこ）は、2022年10月16日から12月11日までTBS系「日曜劇場」枠にて放送されたテレビドラマ。主演は山﨑賢人。
神森万里江によるオリジナル脚本。
若き天才ゲーム開発者が倒産危機の老舗玩具メーカーと手を組み、ゲーム業界の大資本企業に立ち向かい成長していく姿を描く。
令和4年度（第77回）文化庁芸術祭参加作品。

## キャスト

### 主要人物
安積那由他（あづみ なゆた）
演 - 山﨑賢人
若き天才ゲーム開発者。大学時代、隼人と共同で「ジョン・ドゥ」名義でインディで活動し、オンラインゲーム『ダウンウェル』を大ヒットさせ、素性不明のゲーム開発者ということから「ゲーム業界のバンクシー」と称される。しかし、親友の公哉がSAGASにゲームを売り込んだ際、興津にゲームの権利を奪われ自殺したことがきっかけで、ゲーム開発から距離を置くようになる。
自動車整備工場で働いていたが、アトム玩具の海に探し当てられゲーム開発に復帰する。
アトム玩具のカプセルトイ「ネッキー」のコレクター。
SAGASによるアトム玩具買収後は自動車整備工に復職し、午後からは学童保育の先生として子供たちに自作ゲームを楽しんでもらい、その過程で隼人と開発した『学校へ行きたい!』がつむぎ生命の伊原元会長から5000万円で買い取られたことから、その資金を元に富永家の元実家を買い戻し、新会社「アトムの童」を設立し、ゲーム業界に再挑戦する。
「アトムの童」の経営が軌道に乗り、外部から協業のオファーがきたことから「アトムの童」を巣立つことを決め、玩具生産に復帰する「アトムの童」へアトムロイドの特許を置き土産とするため、興津の依頼でオリンピック公式eゲーム『e-Parkour Journey』を開発し、見事「宮沢ファミリー オフィス」のSAGAS乗っ取りを阻止して特許を取り戻し海外に旅立ち、リモート環境で隼人たちとゲーム開発に邁進する。
菅生隼人（すごう はやと）
演 - 松下洸平
SAGASの社員。大学時代、那由他と『ダウンウェル』を開発した仲間。那由他と共同で「ジョン・ドゥ」名義を名乗っていたが、興津に新規開発したゲーム「スマッシュスライド」の権利を奪われ、公哉が自殺したことを契機に、那由他と袖を分かち、因縁のあったSAGASに入社する。しかし、その裏で「スマッシュスライド」の権利を「ジョン・ドゥ」名義に取り戻そうとしており、そのことを知った那由他に呼び止められたことで、アトム玩具に転職する。
SAGASによるアトム玩具買収後は、契約社員として自動車メーカーのSUBARUでゲーム開発の技術を応用したAI開発に従事するが、「アトムの童」に合流する。
那由他の活躍でアトムロイドの特許が「アトムの童」に戻ると同社を巣立ち、オファーをかけてくれたティムとシアトルでゲーム開発を行う。
富永海（とみなが うみ）
演 - 岸井ゆきの（幼少期：中野翠咲、中学時代：佐々木告）
老舗玩具メーカー「アトム玩具」の創業家の一人娘。「アトム玩具」3代目社長。
勤務していた「やよい銀行」を退職し、経営危機の家業「アトム玩具」を受け継ぎ、ノウハウを持たないゲーム業界に進出して一発逆転を狙うため、那由他の行方を探し当てる。
SAGASによるアトム玩具買収後は契約社員として「やよい銀行」の融資担当に復職するが、「アトムの童」に合流し、社長に就任する。

### アトム玩具 → アトムの童
カプセルトイを企画・製造する廃業寸前の老舗玩具メーカー。漏電による社屋全焼後は、富永家の納屋でゲームメーカーとして再起を図る。
SAGASによる企業買収で崩壊すると、那由他たちがゲーム開発で得た資金で精神を受け継ぐ新会社「アトムの童」を設立、再興を目指す。
富永繁雄（とみなが しげお）
演 - 風間杜夫
「アトム玩具」の2代目社長。海の父親。脳梗塞を発症し、一時は車椅子生活になるも、退院後は杖歩行できるまでに回復する。
社屋が全焼しドン底に陥っても、玩具開発に対する情熱を失わず、その姿に感銘を受けた那由他のゲーム開発への情熱を再燃させる。
娘の海に社長の座を譲った後は会長に就任する。
八重樫謙吾（やえがし けんご）
演 - でんでん
専務。会社の生き字引。幼い頃から知る海のことを「姫」と呼ぶ。
SAGASによるアトム玩具買収後はSAGASの従業員となるが、その後も那由他たちのゲーム開発に協力し、「アトムの童」に転籍する。
各務英次（かがみ えいじ）
演 - 塚地武雅（ドランクドラゴン）
造形師。カプセルトイ用フィギュア製作の若手指導員。通称「ガミさん」。口癖は「めちゃんこ」。
SAGASによるアトム玩具買収後はSAGASの従業員となるが、那由他たちのゲーム開発に協力し、「アトムの童」に転籍する。
トレードマークは近鉄バファローズの野球帽。
鵜飼吉久（うかい よしひさ）
演 - 林泰文（第3話 - 第5話・第7話・最終話）
アトム玩具の財務顧問。やよい銀行からの出向者。
やよい銀行から約束手形の5000万円の貸し付けのジャンプ（貸し付け期限の延長）を断られ、1か月以内に現金での一括返済を求められたため、アトム玩具をSAGASへ売却することを提案する。その裏で先輩の小山田支店長からSAGASの子会社のCFOのポストを用意され、アトム玩具がSAGASに買収されるよう誘導することを持ち掛けられており、完成した『アトムワールド』のゲームデータを削除し、アトム玩具を窮地に陥れる。しかし、データ削除に感づいていた海からアトム玩具の一員として頑張ってほしいと告げられ、那由他たちがめげずにデータ復旧する姿に感化され、アトム玩具で働く事にあこがれを抱くようになり反省し、システムエラーで停止していた作業をリトライさせ、データを削除したことを正直に打ち明け、土下座して謝罪したことで過ちを許され、アトム玩具の真の一員となる。
SAGASによるアトム玩具買収後は経営コンサルティング会社を興し、独立する。

### SAGAS
ゲーム業界に君臨する大資本の企業。インターネット検索サービス会社。（読み：サガス）
興津晃彦（おきつ あきひこ）
演 - オダギリジョー
インターネット検索サービス「SAGAS」の社長。
大学時代に起業し、日本最大のIT企業へと成長させた剛腕実業家。
近年はオンラインゲーム事業に注力し、「ゲーム業界の黒船」と恐れられる。
3Dゲームの新規開発にアトム玩具のアクションフィギュア「アトムロイド」の特許技術が必要なため買収を画策し、やよい銀行の小山田に役員のイスを準備し、罠を仕掛けさせるなどあくどいやり方でアトム玩具の株式を買い取り、手中に収める。
しかし、「宮沢ファミリー オフィス」によるSAGAS株の大量取得によりSAGASの買収が進むと、「アトムの童」に現れ、アトムロイドの特許を返還することを交換条件に、株主対応のためにオリンピック公式eスポーツゲーム開発を那由他たちに依頼する。
吉崎誠（よしざき まこと）
演 - 六角慎司
社長秘書。興津の忠実な部下。
「宮沢ファミリー オフィス」による乗っ取りがかかった定時株主総会で議長を務める。

### やよい銀行
「アトム玩具」と「SAGAS」のメインバンク。海のかつての勤務先。
井手大（いで まさる）
演 - 馬場徹
融資担当。海の先輩。
小山田賢雄（おやまだ けんゆう）
演 - 皆川猿時
神田支店の支店長。定年退職後のSAGASへの役員就任を交換条件に、SAGASがアトム玩具を買収できるよう誘導する密約を興津と結んでおり、（不渡りジャンプを取り消して）債務不履行の罠を仕掛ける。
SAGASによるアトム玩具買収後は密約通りSAGASの役員に就任するが、「宮沢ファミリー オフィス」がSAGASの買収に乗り出すと興津を見限り、宮沢側に寝返る。

### MOCCHO CAFE
那由他が間借りしていたネットゲームカフェ。（読み：モッチョカフェ）
森田聡（もりた さとし） / モッチョ
演 - 岡部大（ハナコ）
店長。那由他の学生時代の先輩で、彼が「ジョン・ドゥ」であることを知る人物。
那由他がゲーム開発に復帰することを期待していた。
杉野結衣（すぎの ゆい）
演 - 飯沼愛
アルバイト店員。

### 経済産業省
堂島由里子（どうじま ゆりこ）
演 - 西田尚美（第4話 - ）
事務次官。日本のオンラインゲーム市場を左右する人物。
SAGASのゲームを経産省公認のeスポーツゲームに選定するのに、ジャパンゲーム大賞を受賞すゲームを開発する課題を興津に課す。
「宮沢ファミリー オフィス」がSAGASの買収に乗り出すと、SAGASの保有する技術の市場開放を理由に興津を見限るが、その裏で宮沢から現金を受け取っていた。

### その他
相良晶（さがら あき）
演 - 玄理
ゲーム販売やインディー開発者の手助けをするパブリッシャー。
隼人を「ジョン・ドゥ」としてSAGASへ売り込んだ接点があり、アトム玩具の資金調達をサポートするが、一方で興津とも通じている。
緒方奏絵（おがた かなえ）
演 - 戸田菜穂
公哉の母。那由他と隼人の過去を知る人物。
緒方公哉（おがた こうや）
演 - 栁俊太郎
奏絵の息子。大学時代、那由他と隼人が開発した「ダウンウェル」で遊んでいた二人の仲間。
那由他と隼人のゲーム開発の才能に惚れこみ、資金調達のためにゲームメーカーに売り込みをかける。しかし、SAGASに新規開発したゲーム「スライドブーン」を売り込むと、素人で権利関係に疎かったことを興津に付け込まれ、ゲームの権利をSAGASに奪われてしまったことから、那由他と隼人への贖罪の気持ちから自殺してしまう。
後日、評判の悪い外資系企業に公哉が資金調達に向かおうとしていたため、優れた技術が海外に流出するのを恐れ、興津が権利を買い取ったことが明かされる。
宮沢沙織
演 - 麻生祐未（第7話 - 最終話）
大財閥「宮沢ファミリー オフィス」の社長。
市場開放すれば世界を変えられるほどの可能性を秘めた「アトムロイド」の特許を狙い、「SAGAS」の株を大量取得し、ゲーム事業部門の解放を要求する。
伊原総一郎
演 - 山﨑努（第8話・最終話）
つむぎ生命元会長。SAGAS株の8%にあたる6億株を保有する大株主。興津がSAGASを設立した際に援助した恩人。興津を「ガリバー」と呼ぶ。
慈善事業に熱心でシリアスゲーム『学校へ行きたい!』を開発した那由他たちに5000万円の資金を与え、隼人に目をかける。
隼人に「宮沢ファミリー オフィス」による乗っ取りがかかったSAGASの定時株主総会の委任状を託すが、隼人の導きで株主総会の会場に現れ、有益なアトムロイドの技術をゲーム以外に使えないかと質疑応答で質問を投げかける。すると、アトムロイドをゲームの土壌で使用すれば年齢性別、国籍に関係なく平等に利益を享受でき、ゲームで使用することでこそ世界を変える力があると那由他に力説され、「宮沢ファミリー オフィス」によるSAGAS経営陣の解任案に反対票を投じる。質疑応答後に目がほとんど見えないことを明かし、自分も那由他の作ったゲームで遊びたかったと漏らす。

### ゲスト

#### 第1話
融資希望客
演 - 河野安郎
「やよい銀行」に融資を願い出ていた客。海から総合的判断で融資できないと断られる。
整備工場長
演 - 仲義代（第6話）
那由他が働く自動車整備工場「スマイルカンパニー」の工場長。
客
演 - 坂口さゆり
自動車整備工場に仕事が遅いとクレームを入れに来た。
JINTAN
演 - 福島暢啓（MBSアナウンサー）
eゲームプレイヤー。ゲームショウ内で開催されたSAGAS製のゲーム「スマッシュスライド3」の大会で優勝する。
小池
演 - 渡辺慎一郎
繁雄の主治医。脳梗塞を発症した繁雄に後遺症が残る可能性があると海に告げる。
香織
演 - 正木佐和
海の母。繁雄の元妻。玩具開発にかまけて借金経営で家庭を顧みない繁雄に愛想を尽かし、海が中学生の頃に離婚する。
K・ラマチャンドラン
演 - KOUROSH AMINI INGO（第2話 - 第4話・最終話）
投資会社の社長。MOCCHO CAFEの常連客。『ダウンウェル』をプレイするインド人。日本製のキャラクター玩具の収集家。
ネット配信で視聴したゲームトゥマッチで、アトム玩具がプレゼンした新作ゲーム『アトムワールド』に興味を持ち、出資を判断するための打ち合わせを申し出る。
日本製玩具の収集家であることから、各務のアイディアで出資判断のプレゼン冒頭、怪獣玩具のジオラマでもてなされ、ゲームの背景に実際のジオラマを画像で取り込み、アトム玩具の世界観を表現した趣旨を那由他たちからプレゼンされ、出資を決める。
最終話ではMOCCHO CAFEの森田、結衣たちとeゲームチームを結成し、「アトムの童」の繁雄たちと対戦するが、撃退される。

#### 第2話
Game JAMの運営スタッフ
演 - 福島暢啓（MBSアナウンサー）
那由他たちが参加したゲームジャムの運営スタッフ。イベントスケジュールを参加者に説明する。

#### 第3話
アトム玩具の取引先の社長
演 - 須間一也
八重樫と各務からアトム玩具への出資依頼を受けるが、無い袖は振れないと、出資を断る。
四ノ宮
演 - 奥村アキラ
那由他からアトム玩具への出資を募るためのエレベーターピッチ（短時間で的確に意見を伝えるプレゼン）をエレベーター内で受けるが、興味を示さず無視する。
投資家
演 - Steve Wiley
ゲームトゥマッチの会場で、なぜ、今回「ジョン・ドゥ」である那由他と隼人が正体を明かし、ゲーム開発への出資を募るか質問する。

#### 第4話
中野マキ
演 - 伊藤梨沙子（第7話・第8話・最終話）
『アトムワールド』のデータ復元のために外部発注を受けたクリエーター。キャラクターの復元担当。オンラインでクラウドにデータを送る作業環境を要望する。
各務のデザイン原画と復元されたキャラクターの方向性の違いから、隼人からダメ出しを喰らい、那由他や隼人からリテイクを課されるが、思っていたよりも拘束時間が長く、高いクオリティを要求されたことから、仕事を途中で投げ出す。
「アトムの童」設立後、社員として入社する。
堀越
演 - 岩本晟夢
『アトムワールド』のデータ復元のために外部発注を受けたクリエーター。アイテムの復元担当。
沢田
演 - 中村隆希（第7話 - 最終話）
『アトムワールド』のデータ復元のために外部発注を受けたクリエーター。背景の復元担当。
「アトムの童」設立後、社員として入社する。
ゆーくん
演 - 関本柊
中野の交際相手。筋肉質の厳つい男性。データ復元のリテイクを中野が嫌がり揉めていたことから、那由他と隼人を追い返す。
玩具店の店主たち
演 - 三宅重信、髙野光一
八重樫や各務からのアトム玩具の古いおもちゃの貸し出し依頼を受け、その要望に応える。
アトム玩具のファン
演 - 大山雄史
玩具店の店主の声かけで、古いアトム玩具製のおもちゃを八重樫に貸し出してくれたファンのひとり。

#### 第5話
インタビュアー
演 - 福島暢啓（MBSアナウンサー）
SAGAS本社で興津をインタビューする。
ソムリエ
演 - 磯崎義知
SAGASのソムリエ。SAGAS本社を訪問した那由他たちにワインを給仕する。
神技
演 - 岡野陽一
ゲーム実況で人気のユーチューバー。新規参入の審査が厳しく、ゲーム配信サイトで取り扱ってもらえない『アトムワールド』の宣伝を隼人が依頼するが、SAGASのゲーム宣伝の先約があることを理由に断る。
キヨ
演 - キヨ
人気ユーチューバー。森田の知り合いで『アトムワールド』の宣伝を依頼するが、当時ゲームメーカーとしてのアトム玩具の知名度が低く、閲覧数を稼げないことを理由に断る。
女性ユーチューバー
演 - 吉武千颯
SAGASのゲームを実況する予定を理由に、海からの『アトムワールド』の宣伝依頼を断る。
秋葉原のゲッチャリロボファン
演 - 平木幹太
フランスのゲッチャリロボファン
演 - MAXIMILIEN
フランスから繁雄に『アトムワールド』のキャラクターであるゲッチャリロボを彩色してもらおうと、アトム玩具を訪問する。
オーストラリアのゲッチャリロボファン
演 - Ryan Brynelson
オーストラリアから繁雄にゲッチャリロボを彩色してもらおうと、アトム玩具を訪問する。
ブラジルのゲッチャリロボファン
演 - Oziel Nozaki
繁雄にゲッチャリロボを彩色してもらおうと、アトム玩具を訪問したブラジル人のファン。
秋田のゲッチャリロボファン
演 - 高橋名人
繁雄にゲッチャリロボを彩色してもらおうと、アトム玩具を訪問した秋田県からやってきた日本人のファン。
ジャパンゲーム大賞の司会者
演 - 八神徳幸、中村英香
ジャパンゲーム大賞はSAGASの「サイバニティゼロ」であることを授賞式で発表する。
萩原
演 - 安藤彰則
やよい銀行の行員。小山田支店長の仕掛けた債務不履行の罠で、株式を買い取ったSAGASがアトム玩具の筆頭株主となったことから、動産担保の差し押さえにアトム玩具に現れ、PCのゲームデータとフィギアの図面を引き上げていく。

#### 第6話
中西美佐子
演 - 加藤ローサ
翔太の母。夫が地元に単身赴任中で、現在は翔太と二人暮らし。
近々、夫の地元に翔太と転居する予定。
中西翔太
演 - 岩川晴
美佐子の息子。三ツ木南小学校の小学生。学童保育で那由他の自作ゲームで遊ぶことを楽しみにしている。
学童でのゲーム禁止後は、那由他と隼人が開発したゲーム『学校へ行きたい!』で交通ルールを守り安全に登下校する方法を学び、無事ひとりで登下校できるようになった。
上田真紀
演 - 原田佳奈
学童保育の生徒の保護者。ゲームは子供にとって有害だと、学童保育に自作ゲームを持ち込み遊ばせていた那由他に注意する。
学外で子供たちに『学校へ行きたい!』で遊ばせていた那由他たちに再度ゲームは有害だと注意するが、那由他たちからこのゲームは親子のコミュニケーションツールだと説明される。
上田のママ友
演 - 中村まゆみ、今井美幸
上田の取り巻きのママ友。那由他が学外で子供たちに『学校へ行きたい!』で遊ばせていることを上田に知らせる。
学童の先生
演 - 中井千聖
上田から学童で那由他が子供たちにゲームをさせていたことを注意され、今後は学童にゲームを持ち込ませないことを約束する。
タクシー会社の社員
演 -
隼人の依頼で三ツ木南小学校の通学路で発生した交通事故のデータを提供する。
花屋の店主
演 -
八重樫の『学校へ行きたい!』の開発のためのリサーチに協力し、同ゲームのキャラクターとして登場する。
教頭
演 - 長野克弘
『学校へ行きたい!』についてプレゼンする那由他と隼人たちが、タクシー会社から交通事故のデータを収集していたことに感心する。
木内
演 - 森下亮
SUBARUでの隼人の上司。契約社員の隼人を正社員に勧誘する。
融資希望客
演 - 木本夕貴
「やよい銀行」に融資を願い出ていた客。海から総合的判断で融資できないと断られる。
アナウンサー
演 - 永滝元太郎
情報番組で興津が若者にも人気で、SAGASが権利を有することになった『アトムワールド』が世界中で人気を博している話題を紹介する。
コメンテーター
演 - 大滝樹
興津のファンで、彼の自伝本も愛読していると情報番組でコメントする。
不動産屋
演 - 辻本耕志
「今西ハウジング」の営業。売家に出されていた富永家の元実家を那由他たちに売却する。

#### 第7話
ティム
演 - モクタール（第8話・最終話）
シアトル在住の流暢な日本語を話す黒人系エンジニア。「Afixton」の経営者。
人の感情を顔認証で分析するソフトを開発しており、MOCCHO CAFEで開かれたゲームクリエーター交流会で「ジョン・ドゥ」であった那由他と隼人にシアトルでの協業をオファーするため来日する。
佐々木
演 - 阿久津仁愛（第8話・最終話）
「アトムの童」の新人社員。各務の下でキャラクターデザインを学ぶ。
武田
演 - 水野智則
「武田塗料」の社長。新たに株主となった「宮沢ファミリー オフィス」の意向で、軍需産業向けに塗料を販売することになり、玩具製造に復帰するアトムの童に塗料を卸せないと謝罪する。
宮沢の秘書
演 - 沖原一生（第8話）
宮沢の秘書。経産省の堂島を懐柔するため、堂島に大金を渡す。
的場
演 - 上川周作（第8話・最終話）
SAGASの開発室の室長。「アトムロイド」の人間工学技術をSAGASのデジタル技術でAI解析すれば、モーションキャプチャーなしで労力をかけず短時間でリアルな動きを自動で再現できると那由他に説明する。
レポーター
演 - 山本啓之
ニュース番組「MKN NEWS」のレポーター。「宮沢ファミリーオフィス」がSAGASの株式を5%超取得したニュースをSAGASの本社前より伝える。
佐伯レオ
演 - 伊勢大貴（第8話・最終話）
SAGAS開発室社員。繁雄からゲームに取り込むアトムロイドの動きにリアリティーを追求しすぎてワクワク感がないと指摘され、もっとデフォルメで大げさにポージングさせたほうがよいとアドバイスを受ける。

#### 第8話
高橋
演 - 谷田歩（最終話）
宮沢の側近。SAGASの株主総会での伊原の委任状を取り付けてもらうため、隼人を「宮沢ファミリー オフィス」へ誘う。
優里
演 - 平岡美由（最終話）
伊原の世話をする。
レポーター
演 - 西野大作（最終話）
SAGASの定時株主総会の様子を中継し、不正競争防止法違反で興津が警察に任意同行されたことを速報で伝える。
刑事
演 - 高久慶太郎（最終話）、メガマスミ（最終話）
顧客データの不正使用の容疑で興津を任意同行し、取り調べを行う。
三浦幸司、宮本重次、下田篤弘
演 - 石川誠（最終話）、西将輝（最終話）、細渕敬史（最終話）
SAGAS役員。株主総会に向かう興津に同行する。
SAGAS役員
演 - 小林博（最終話）
興津が警察に連行されたため、彼の代理で株主総会の議長を務めることを伝える。

#### 最終話
オリンピック委員
演 - Roberto C
ミラノ大会から初のオリンピック正式種目となるeゲームは、那由他が開発に関わったSAGASの『e-Parkour Journey』に決定したと発表する。

## スタッフ
- 脚本 - 神森万里江[4]、畠山隼一
- 脚本協力 - 畠山隼一[73]、兒玉宣勝[74]
- ナレーター - 神田伯山[75]
- 音楽 - 大間々昂
- 挿入歌 - Natumi.「ラストノート」（avex trax）[76]（第4話・第6話）
- 協力 - 海洋堂[77]、PlayStation[78]、Disney+
- キャラクター協力 - 松下進
- 劇中ゲーム設定監修協力 - 一條貴彰（HEAD-HIGH[79]）、水谷俊次（PLAYISM[80]）、山中琢（PLAYISM）、北尾雄一郎（ゲーム制作 / GEMDROPS）[81]
- 映像構成 - 東宝ステラ 日映アーカイブ、読売新聞社
- ゲーム画面協力 - HAL[82]
- 銀行監修 - 菅井敏之[83]、アスコム
- 医療監修 - 中澤暁雄
- ナビ・スポット - 岡田幹信
- プロデュース - 中井芳彦、益田千愛[4]
- 演出 - 岡本伸吾、山室大輔、大内舞子、多胡由章[4]
- 製作著作 - TBS

## 放送日程
| 各話                                                                        | 放送日   | サブタイトル                       | 脚本       | 演出     | 視聴率 |
| --------------------------------------------------------------------------- | -------- | ---------------------------------- | ---------- | -------- | ------ |
| Stage1                                                                      | 10月16日 | バカにするなよ!! ゲーム産業へ挑戦! | 神森万里江 | 岡本伸吾 | 08.9%  |
| Stage2                                                                      | 10月23日 | 敵はかつての親友                   | 神森万里江 | 岡本伸吾 | 10.6%  |
| Stage3                                                                      | 10月30日 | 銀行からの使者                     | 神森万里江 | 山室大輔 | 09.1%  |
| Stage4                                                                      | 11月06日 | タイムアウト                       | 神森万里江 | 大内舞子 | 10.4%  |
| Stage5                                                                      | 11月13日 | 買収完了                           | 神森万里江 | 岡本伸吾 | 09.3%  |
| Stage6                                                                      | 11月20日 | 再始動                             | 畠山隼一   | 多胡由章 | 09.3%  |
| Stage7                                                                      | 11月27日 | 宿敵からのSOS                      | 神森万里江 | 山室大輔 | 08.9%  |
| Stage8                                                                      | 12月04日 | 最終章前編～アトム奪還計画         | 神森万里江 | 大内舞子 | 09.6%  |
| Final Stage                                                                 | 12月11日 | 最終章後編〜アトム奪還計画         | 神森万里江 | 岡本伸吾 | 10.2%  |
| 平均視聴率 9.6%（視聴率はビデオリサーチ調べ、関東地区・世帯・リアルタイム） |          |                                    |            |          |        |

- 初回は21時 - 22時19分の25分拡大放送。
- 第2話は21時 - 22時9分の15分拡大放送。
- 最終回は21時 - 22時4分の10分拡大放送。

## 受賞
- コンテントアジア賞2023
  - ベストアジアドラマ部門 最優秀賞[87]

## 用語
ダウンウェル（Downwell）
那由他、隼人の2人が学生時代に開発し、2016年に「ジョン・ドゥ」名義でリリースしたオンラインゲーム。 6年後の2022年においても、インディ、メジャーを通し国内歴代最高のダウンロード数を誇る大ヒットゲーム。主人公が敵や仕掛けを攻略しながら、ひたすら井戸の底を目指して降りていく2Dアクションゲーム。
日本人ゲーム開発者・麓旺二郎（もっぴん）が2015年に開発、リリースした実在する同名のゲームが、那由他たちが開発したゲームという設定で作中で使用されている。
ネッキー 
アトム玩具のマスコットキャラ。海が幼い頃に描いたキツネのキャラクターのイラストを、父・繁雄がフィギアとして立体化した。那由他はネッキーのカプセルトイのコレクター。
イラストレーター / キャラクターデザイナーの松下進が1986年に創刊されたゲーム情報誌「ファミ通」のカバーイラストのために書き下ろしたキャラクター「ネッキー・ザ・フォックス」が本作の劇中キャラクターとして転用されている。
ゲッチャリロボ 
アトム玩具がゲーム業界参入第1弾で開発したゲーム『アトムワールド』に登場する、各務がデザインしたロボットのキャラクター。『アトムワールド』の販促のノベルティーとして制作した無料配布のフィギュアがゲームとは別のところでSNSで話題を呼び、キャラクター人気に牽引されてゲームも人気となった過去の事例を鑑み、那由他のアイディアで大量に市場に送り出すために無色のフィギュアを投入したところ、次は愛好家がオリジナルの彩色を施し、ゲームにオリジナルのゲッチャリロボを取り込むことがブームとなり、『アトムワールド』のダウンロード数も急上昇し始め、最終的には『アトムワールド』は100万ダウンロードを達成するとともに、ユーザーが選ぶアジアゲームアワードの大賞を受賞する（第5話）。

## その他
- 本放送を前に、ウォルト・ディズニー・ジャパン傘下の動画配信サービスであるDisney+のスターにて世界配信されることが発表された[92]。TBSのドラマがDisney+で配信されるのは、2021年10月から配信開始となった『TOKYO MER〜走る緊急救命室〜』、2022年4月から配信されている『マイファミリー』に続き、本作が3作目となる[92]。